# Іслямов Ленур Едемович
Лену́р Еде́мович Ісля́мов (нар. 1 січня 1966 року, Бекабад, Узбецька РСР) — російський та український бізнесмен кримськотатарського походження. Лідер «громадянської блокади Криму». Віцепрезидент Світового конгресу кримських татар. Генеральний директор і власник кримськотатарського телеканалу «ATR».
Через деякий час після початку тимчасової анексії Криму Росією ненадовго зайняв пост заступника Голови ради міністрів так званої «Республіки Крим». Живе в Україні, володіє 97 % кримськотатарської телекомпанії ATR.
28 травня 2014 року відсторонений від посади віцепрем'єра Криму. У 2015-му прокуратура РФ і ФСБ порушили кримінальну справу, згодом Ленура було оголошено у федеральний розшук.

## Життєпис
1998 року займався експортом автомобілів до РФ, 1999-го очолив весь експорт автомобілів, вироблених в Узбекистані, до РФ.
У 2004 році заснував банк «Аташе», який у 2007-му був проданий за 20 млн доларів. 2006 — створив компанію «КМЧ», яку 2010 продав за 3,6 млрд рублів.
2009 — почав дистрибуцію автомобілів, вироблених в Україні, до РФ. З 2011 року є ексклюзивним дистриб'ютором автомобілів FAW в Україні та Росії. 2010 заснував «Джаст Банк».
У 2010 році увійшов до складу акціонерів телеканалу «ATR», після чого перезапустив телеканал (з 2-годинного мовлення, телеканал перейшов на 24-годинне мовлення і отримав від Національної ради з питань телебачення і радіомовлення України супутникову ліцензію).
2013 року спільно з Ахтемом Сеітаблаєвим профінансував і спродюсував фільм «Хайтарма».
2013 — спільно з автором книги Валерієм Возгріним підготував до видання і випустив книги «Історія кримських татар» (4 томи). Став Президентом ГО «Кримська федерація національної боротьби „Куреш“».
2014 року, під час початку анексії АР Крим, рішенням Курултаю і Меджлісу кримськотатарського народу був делегований, з тимчасовим мандатом (на два тижні), в уряд АР Крим, у якому повинен був займатися питаннями безпеки й облаштування кримських татар в АР Крим. Після закінчення двотижневого мандата, був відкликаний Меджлісом. Виконував обов'язки заступника голови ради міністрів Республіки Крим в складі окупаційної влади РФ (з 2 квітня по 28 травня 2014 року).
3 травня 2015 року — окупаційною владою РФ проти Іслямова було відкрито кримінальну справу за «прорив кордону», під час в'їзду до Криму Мустафи Джемілєва, якому окупаційна влада РФ заборонила в'їзд до Криму.
У 2014—2015 роках на Іслямова і його бізнес здійснювався тиск з вимогою продати канал ATR, який після відмови був закритий «владою» РФ, майно телеканалу заарештовано, а на журналістів і самого Іслямова відкрито кримінальні справи. Іслямов покинув Крим, переїхавши на материкову частину України, де очолив блокаду Криму, ставши головою штабу і координатором громадянської блокади АР Крим.
У 2015—2016 роках був одним із тих, хто намагався створити кримськотатарський батальйон ім. Челебіджіхана, названого на честь Номана Челебіджіхана, та громадського формування «Аскер», яке, відповідно до ЗУ «Про участь громадян в охороні громадського порядку і державного кордону» здійснювало громадянський контроль над роботою прикордонників і митниці на адміністративному кордоні між Херсонською областю та АР Крим. Проте, влада виявилася неготовою визнати та легалізувати військовий підрозділ, що був би сформований за етнічною чи релігійною ознакою. Усі перемовини з Міністерством оборони України та Міністерством внутрішніх справ України стосовно створення кримського батальйону у складі Збройних сил України чи Національної гвардії України були невдалими попри запевнення Меджлісу кримськотатарського народу. Як повідомляла пресслужба Блоку Петра Порошенка у листопаді 2014 року, лідер кримськотатарського народу Мустафа Джемілєв обговорював питання створення кримського батальйону з Президентом України Петром Порошенком.
На думку Іслямова, батальйон мав стати прототипом майбутньої кримськотатарської армії. Такий підхід розкритикував міністр МВС Аваков, зазначивши що в Україні не повинно бути батальйонів за національною ознакою, бо це «сприяє появі нових сепаратистських рухів». У червні 2016 року кримськотатарський батальйон зайняв позиції на Чонгарі в Херсонській області.
У лютому 2017 року бійці ЗСУ проводили навчання поблизу позицій батальйону ім. Н. Челебіджіхана, через що стався конфлікт, в ході якого було пошкоджено деякі з конструкцій, де розміщуються солдати. Спостережні пункти 34 батальйону та кримського батальйону розташовано на відстані 200 м один від одного. Згодом журналіст Осман Пашаєв опублікував відео з вибаченнями командира 34 батальйону ЗСУ за інцидент. 13 лютого Рефат Чубаров зустрівся з тодішнім міністром оборони Степаном Полтораком, обговоривши інцидент.
Як стверджували представники «Медійної ініціативи», в розташуванні батальйону ім. Н. Челебіджіхана було знайдено збройний арсенал, який конфіскувала поліція. БРДМ та мікроавтобус, яким планували доставити зброю до відділку поліції, було заблоковано бійцями кримського батальйону, це тривало до ранку. Вилученням зброї керував тодішній заступник начальника УМВСУ в Херсонській області Ілля Кива. Іслямов, за даними цього ЗМІ, приїхав на місце події, і домовився щодо компромісу: зброю було передано МВС, а БРДМ та мікроавтобус — розблоковано.
Іслямов є прихильником створення армії кримськотатарського народу в складі України.
23 травня 2016 року підтвердив інформацію про своє російське громадянство.
|  | Я був громадянином Росії, і наразі залишився ним. І тут, в Україні, мені також видали український паспорт. А що тут такого? У нас на блокаді купа громадян Росії, Грузії, Туреччини, Канади, Узбекистану, Казахстану, які за Україну... Я - кримський татарин, і немає значення, який у мене паспорт. Оригінальний текст (рос.) [Я был гражданином России, пока им и остался. И здесь, в Украине, мне тоже выдали украинский паспорт. А что в этом такого? У нас на блокаде полно граждан России, Грузии, Турции, Канады, Узбекистана, Казахстана, которые за Украину... Я - крымский татарин, и не имеет значения, какой у меня паспорт] Помилка: {{Lang}}: текст вже має курсивний шрифт (допомога) |

У січні 2025 року Іслямова було усунуто з посади командира добровольчого 48-ого окремого штурмового батальйону імені Номана Челебіджіхана, який він створив після перекидання підрозділу на Покровський напрямок 

## Кримінальне переслідування в Росії
На території Росії Іслямов звинувачується в скоєнні важких злочинів.
21 грудня 2015 року «прокурор» Криму Поклонська звинуватила його у диверсії. 21 січня 2016 року Поклонська повідомила, що Іслямова оголошено у федеральний розшук.
28 січня 2016 року Сбербанк Росії подав в Арбітражний суд Москви позов про визнання Іслямова банкрутом, сума позовних вимог сягала 1,16 млрд руб. Аналогічний позов на ту ж суму подано проти його дружини Ельвіри. Позови подано через заборгованість у кредитах, виданих фірмі «Квінгруп», поручителями за кредитами і бенефіціарами бізнесу є подружжя Іслямових.

## Особисте життя
Дружина Ельвіра Іслямова, виховує сина, що навчається в Санкт-Петербурзькому університеті.